# معاهدة ديفول

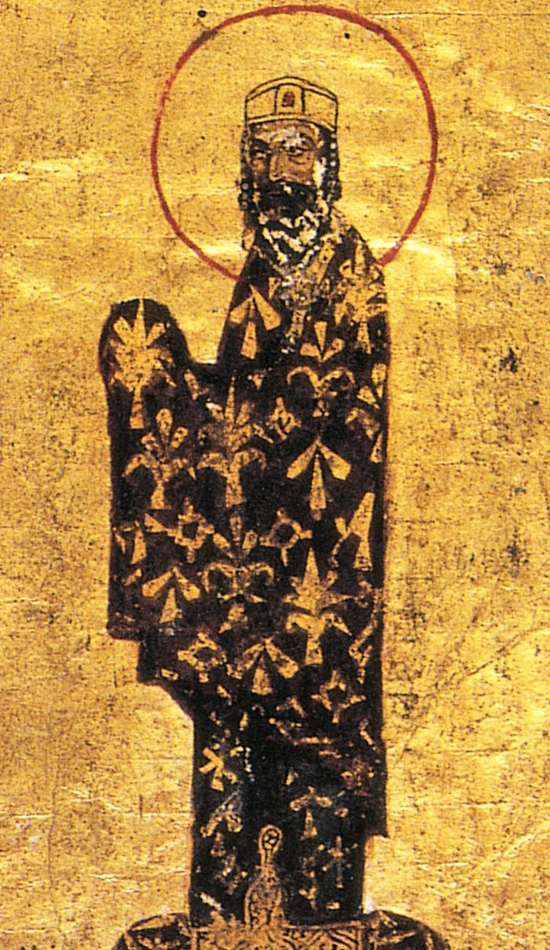

معاهدة ديفول (باليونانية: συνθήκη της Δεαβόλεως)‏ هو اتفاق تم التوصل اليه في عام 1108م بين بوهيموند الأول آمر أنطاكية والامبراطور البيزنطي ألكسيوس الأول كومنين ، في أعقاب الحملة الصليبية الأولى. ومن اسمه بعد القلعة البيزنطية Devol في مقدونيا (في ألبانيا الحديثة). على الرغم من عدم تطبيق المعاهدة على الفور، كان المقصود به لجعل إمارة أنطاكية دولة أو إقطاعية تابعة للإمبراطورية البيزنطية.
هذه المعاهدة ينظر لها كمثال على ميل البيزنطيين لحل المشاكل بالطرق الدبلوماسية بدل الحرب كما انها تعتبر سبب ونتيجة لعدم الثقة بين البيزنطيين وجيرانهم في أوروبا الغربية.